# 1605 en littérature
| Années de la littérature : 1602 - 1603 - 1604 - 1605 - 1606 - 1607 - 1608    |
| Décennies de la littérature : 1570 - 1580 - 1590 - 1600 - 1610 - 1620 - 1630 |

Cet article présente les faits marquants de l'année 1605 en littérature.

## Événements
- Mai : à Anvers, Abraham Verhoeven obtient des archiducs Albert et Isabelle le privilège d'imprimer des nouvelles sur les victoires militaires ; sa première publication connue comporte une relation de la bataille d'Ekeren, remportée le 17 mai 1605 par le marquis génois Ambrogio Spinola. En 1620, il commence à dater et signer ses nouvelles, de plus en plus périodiques, sous le titre Nieuwe Tijdinghen (en). Ses gazettes sont numérotées à partir du 1er janvier 1621. Le 27 juin 1629 elles deviennent hebdomadaires sous le titre Wekelijcke Tijdinghe[1],[2].
- 30 mai : le prélat et historien John Spottiswoode devient membre du Conseil privé écossais[3].
- Octobre[4] : Johann Carolus publie à Strasbourg la première gazette hebdomadaire, intitulée Relation aller Fürnemmen und gedenckwürdigen Historien[5] (« Relation de toutes les histoires importantes et mémorables »)[6].

- 20 novembre : François de Malherbe présente au roi Henri IV Prière pour le roi Henri le Grand, allant en Limousin. Grâce à ce poème, il devient le poète officiel de la Cour[7].

## Parutions

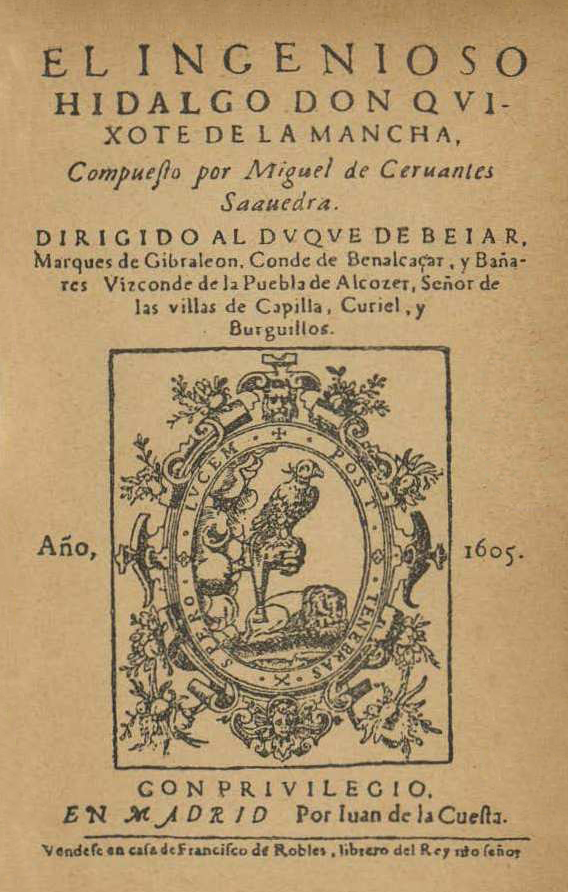

- 16 janvier : le libraire madrilène Francisco de Robles met en vente  les premiers exemplaires de la première partie du roman de l'écrivain espagnol Miguel de Cervantes intitulé  El ingenioso hidalgo don Quixote de la Mancha, éd. Juan de la Cuesta, Madrid[8]. Imprimés en trente mille exemplaires vendus en quelques années, il en resterait seulement 19 exemplaires dont le dernier découvert en janvier 2005 à Murcie.
- Octobre : le philosophe anglais Francis Bacon publie en deux livres The Advancement of Learning (en)[9] (titre complet Of the Proficience or Advancement of Learning, divine and human, « de l'accroissement du savoir comme d'une compétence divine ou humaine »), ou il prône le progrès du savoir par la science[10].

- Le Cavalier de Savoie, pamphlet défendant la cause de l'appartenance de Genève à la Savoie de Claude-Louis de Buttet[11].

- Jean Vauquelin de La Fresnaye (1536-1606) : L'Art poétique français, publié par Charles Macé à Caen. L'édition originale est intitulée  Les diverses poésies du sieur de La Fresnaye Vauquelin - L'Art poétique français[12].
- Wahres Christentum (« Le Vrai christianisme »), livre d'édification du piétiste Johann Arndt  (95 éditions de 1605 à 1740)[13].

## Naissances
- 16 octobre : Charles Coypeau d'Assoucy, écrivain et musicien français († 1677).

- Pierre Du Ryer, historiographe, traducteur, écrivain et auteur dramatique français († 1658).

## Décès
- 26 mars : Jakob Ayrer, auteur dramatique allemand, connu surtout pour ses pièces de carnaval, les Fastnachtsspiele (né en 1543).
- 15 mai : Francisco Arias, dit Père Arias, religieux ascète et un écrivain espagnol du Siècle d'or (né en 1533).

- 23 septembre : Pontus de Tyard, écrivain et poète français (né en 1521).